# 瓦爾特·庫爾特·馮·塞德利茨-庫爾茨巴赫
瓦尔特·冯·塞德利茨-库尔茨巴赫（德語： 1888年8月22日—1976年4月28日），纳粹德国将领，生于汉堡，1908年入伍。

## 生平

### 贵胄出身
瓦尔特·冯·塞德利茨出身于普鲁士贵族塞德利茨伯爵家族，这一家族最早于13世纪初被提及。这个家族的许多成员都曾在普鲁士军队服役。其中最著名的包括腓特烈大帝麾下的骑兵上将弗里德里希·威廉·冯·塞德利茨-库尔茨巴赫，以及后来陆军元帅约克·冯·瓦滕堡的副官弗洛里安·冯·塞德利茨少校。
他的父亲是普鲁士中将亚历山大·冯·塞德利茨-库尔茨巴赫（1847年—1935年），母亲是海伦·冯·冈瑟（1856—1933 年），她是普鲁士波森省省长威廉·巴斯托·冯·冈瑟的女儿。

### 第一次世界大战
1908年，塞德利茨-库尔茨巴赫高中毕业，加入但泽的普鲁士陆军第2西普鲁士野战炮兵第36团，成为一名士兵。1910年从军校毕业后，他成为一名中尉。
第一次世界大战中，他在东线和西线作战，历任炮兵连长和副官。

### 第二次世界大战
二战爆发时为第12步兵师师长，晋升少将，1940年他晋升中将。1942年3月在其指挥下的5个师的塞德利茨战斗群打破德米扬斯克包围圈获得橡葉騎士鐵十字勳章。

#### 斯大林格勒
防守该包围圈的成功令赫尔曼·戈林在其后的斯大林格勒战役中建议使用相似的方法对第6集团军进行补给，理论上这会获得一些好处；第6集团军虽然被困但同时仍在战斗的情况之下，苏军需要集中力量巩固包围圈，这容许德军进行重组及实施反攻。但是两次行动中被围部队的规模有很大分别，在德米杨斯克只有1个军（大约1个集团军的33%）共6个师被围，在斯大林格勒则是整个及大规划加强的集团军被围；而且在德米杨斯克及霍尔姆每日只需要大约265吨补给品，但第6集团军每日估计需要最少700吨至800吨的物资；运输路程更长；苏联空军组织良好得多的阻击导致空中運輸部队损失巨大，作战地区中更缺乏良好的基礎設施，使得德国空军没有足够的力量向斯大林格勒的守军进行补给，斯大林格勒德军最终补给耗尽选择投降。
但他个人和他的祖国的好运到此为止了，纳粹德国的野心太大，在兵力不足的情况下分兵斯大林格勒，作为第51军军长的塞德利茨-库尔茨巴赫及其整个第6集团军数十万官兵的侧翼交给了罗马尼亚和匈牙利人，这些纳粹盟友缺乏机械化装备，苏军选择他们作为突破的目标。
天王星行动发起后，塞德利茨和第6集团军被围困于斯大林格勒，虽然他曾力劝保卢斯即使希特勒反对也要进行突围作战，不过犹豫不定的保卢斯终归没有同意他的意见，陆上补给线已经被苏军切断，空中补给线方面，苏军取得了制空权，德军的运输机的数量也不足以向斯大林格勒包围圈内的军队提供物资，德军无力突围也无力坚守了。
1943年1月25日，他告诉部下，他们可以自由决定是否投降。弗里德里希·保卢斯立即解除了他手下三个师（第100、第71和第295步兵师）的指挥权。随即他与保卢斯一同投降。

#### 和苏联合作
投降后，他被审讯者认定为潜在的合作者。 1943年8月，他与另外两名将军一起被带到卢诺沃的政治再教育中心。一个月后，他被送回战俘营招募其他德国军官。
1943年11月12日，塞德利茨参加了德国军官协会（BDO）的成立，他发布了如下宣言：
|  | 我们，德国第6集团军、斯大林格勒集团军的幸存战士、将军、官兵，在战争第五年伊始，我们向你们求助，向我们的祖国、我们的人民展示拯救之路。全德国都知道斯大林格勒意味着什么。我们经历了地狱。我们被宣布死亡并复活了。我们不能再保持沉默了！我们拥有与其他人不同的权利，不仅以我们自己的名义，而且以我们死去的同志的名义，以斯大林格勒所有受害者的名义发言。每一位有思想的德国军官都明白，德国已经输掉了这场战争。全国人民都有这样的感觉。因此我们转向人民和国防军。我们主要与国防军的军事指挥官、将军和军官交谈。重大决定掌握在您手中！国家社会主义政权永远不会准备开辟一条单独通往和平的道路。这种认识要求你向邪恶政权宣战，并努力建立一个基于人民信任的政府。不要否认自己的历史使命！要求希特勒及其政府立即辞职！与人民并肩作战，推翻希特勒及其政权，拯救德国免遭混乱和崩溃！ |

在1944年苏联解放乌克兰时，苏军在科尔松-舍甫琴斯基攻势中于切尔卡瑟包围了6万德军，他们在德军的报告中被称为施特莫尔曼团。塞德利茨向包围圈内的德军喊话道：
|  | 第6集团军在斯大林格勒毁灭，是因为按照希特勒的命令，它在绝望的情况下继续进行毫无意义的军事抵抗。数十万我们亲爱的同志牺牲了。[……]如果你拒绝在绝望的情况下继续战争，这并不是不光彩的，而是保护我们人民的必要条件。不要依赖毫无根据的承诺。当我们向你们展示拯救和生命之路时，我们就履行了斯大林格勒死去同志的遗产。我们斯大林格勒的幸存者已经走过了这条路，为了拯救和保护我们的人民而追随我们！ |

劝降无效后，苏军装甲部队开始进攻。希特勒提供了燃料和军火的空运补给，向6万人提供支援要比向斯大林格勒包围圈内的30万人提供支援容易得多，胡贝也带领的第1装甲集团军前来解围，施特默尔曼团还有远超斯大林格勒战役突围力量的装甲部队，德军渡过了格尼诺依-季基奇河，与对岸的主力汇合，大约一半的德军渡河成功，但许多德军被淹死，施特莫尔曼将军中弹身亡，来不及渡河的1.8万人被俘。
塞德利茨还通过莫斯科电台，向德国人民进行反希特勒战争宣传。他甚至劝说苏联将被俘的德军组成一支反希特勒的军队，塞德利茨部队（德語：Seydlitztruppen），但没有被苏方接受。
他与苏联敌人的合作导致他被帝国军事法庭以叛国罪判处死刑，并让他的家人承担责任。他的妻子英格堡是外科医生阿瑟·巴特的女儿，1944年7月，她和她的大女儿梅赫蒂尔德（Mechtild）和迪特林德（Dietlind）被盖世太保转移到不莱梅的警察监狱，后来又被转移到西里西亚。小女儿英格丽德和乌特被关押在巴特萨克萨的博恩塔尔儿童之家。12月，妻子被迫与他离婚。战后离婚被撤销，军事法庭的判决也被撤销。国防军的将军们也排斥塞德利茨，授予他的骑士十字勋章被撤销。1956年，法院的裁决推翻了对他的死刑判决。

### 战后
1949年1月，塞德利茨申请遣返苏联占领区但是被拒绝。他没有被释放，而是被指控谋杀平民和俘虏红军士兵，被苏联军事法庭判处死刑，后改为25年强制劳动。1955年获释后返回西德；1956年，第三帝国对他的死刑判决被取消。 然而他因在斯大林格勒战役中的投降以及后来与苏联的合作而受到来自前军队同事的鄙视。德国联邦国防军拒绝恢复他的军衔和授予养老金。
馮·塞德利茨-庫爾茨巴赫在1976年死于不来梅。
1996年4月23日，根据1991年10月18日《政治镇压受害者康复法》，俄罗斯法院对他追授了赦令。

### 引用
1. ↑  Adam & Ruhle (2015)，第60頁.
2. ↑  Adam & Ruhle (2015)，第126–127, 132–133頁.
3. ↑  Beevor (1998)，第423頁.
4. ↑  , Der Spiegel, 29 August 1977 (36), 1977, (36): 68–82, hier: 72/74. （德语）
5. ↑  Deutsches Rundfunkarchiv
6. ↑  Beevor (1998)，第430–431頁.

### 文献
- Adam, Wilhelm; Ruhle, Otto. . 由Tony Le Tissier翻译. Pen and Sword Books Ltd. 2015. ISBN 9781473833869.
- Beevor, Antony. . Viking, London. 1998. ISBN 978-0-14-103240-5.
- Scherzer, Veit.  [The Knight's Cross Bearers 1939–1945 The Holders of the Knight's Cross of the Iron Cross 1939 by Army, Air Force, Navy, Waffen-SS, Volkssturm and Allied Forces with Germany According to the Documents of the Federal Archives]. Jena, Germany: Scherzers Militaer-Verlag. 2007. ISBN 978-3-938845-17-2 （德语）.
- Thomas, Franz.  [The Oak Leaves Bearers 1939–1945 Volume 2: L–Z]. Osnabrück, Germany: Biblio-Verlag. 1998. ISBN 978-3-7648-2300-9 （德语）.